# Santa Eulália (Elvas)
Santa Eulália ist eine Gemeinde (Freguesia) im portugiesischen Kreis Elvas. In ihr leben 1028 Einwohner (Stand 19. April 2021).